# ラングレー・パークからの挨拶状
『 ラングレー・パークからの挨拶状 (原題: From Langley Park to Memphis) 』は1988年3月に Kitchenware Records から発売されたプリファブ・スプラウトのサード・アルバム。プロデューサーはトーマス・ドルビー、ジョン・ケリー、アンディ・リチャーズらが担当している。
全英アルバム・チャートでは最高位で5位まで記録していて、このアルバムから5枚のシングルが発売された。

## 収録曲
| #   | タイトル                                                     | 作詞 | 作曲・編曲 | 時間 |
| --- | ------------------------------------------------------------ | ---- | ---------- | ---- |
| 1.  | 「キング・オブ・ロックンロール / The King of Rock 'N' Roll」 |      |            | 4:23 |
| 2.  | 「カーズ&ガールズ / Cars and Girls」                         |      |            | 4:27 |
| 3.  | 「アイ・リメンバー・ザット / I Remember That」               |      |            | 4:15 |
| 4.  | 「エンチャンテッド / Enchanted」                             |      |            | 3:47 |
| 5.  | 「ナイチンゲイル / Nightingales」                            |      |            | 5:54 |
| 6.  | 「ヘイ・マンハッタン! / Hey Manhattan!」                     |      |            | 4:47 |
| 7.  | 「ノック・オン・ウッド / Knock on Wood」                     |      |            | 4:17 |
| 8.  | 「ゴールデン・カーフ / The Golden Calf」                     |      |            | 5:06 |
| 9.  | 「ナンシー / Nancy (Let Your Hair Down For Me)」             |      |            | 4:04 |
| 10. | 「スープ・キッチンの女神 / The Venus of the Soup Kitchen」   |      |            | 4:30 |

## シングル
- カーズ&ガールズ / Cars and Girls
- キング・オブ・ロックンロール / The King of Rock 'N' Roll
- ヘイ・マンハッタン! / Hey Manhattan!
- ナイチンゲイル / Nightingales
- ゴールデン・カーフ / The Golden Calf

※「I Remember That」はベスト・アルバム『ア・ライフ・オヴ・サプライジズ (A Life of Surprises)』のプロモーション用シングル時に収録された。

## 収録メンバー
- パディ・マクアルーン / Paddy McAloon (ヴォーカル、ギター)
- マーティン・マクアルーン / Martin McAloon (ベース)
- ウェンディ・スミス / Wendy Smith (ボーカル、ギター、キーボード)
- ニール・コンティ / Neil Conti (ドラムス)

## データ
All songs composed by Paddy McAloon
Produced by Thomas Dolby, Jon Kelly, Andy Richards and Paddy McAloon
Design by Stephen Male, Photos by Nick Knight